# کترینگ باگ
کترینگ باگ (به انگلیسی: Kettering_Bug) یک هواگرد ملخ‌پیشین تک‌موتوره ساخت شرکت Dayton-Wright است. هواگرد کترینگ باگ نخستین پروازش را در ۲ اکتبر ۱۹۱۸ میلادی انجام داد.
طراح این هواگرد، چارلز کترینگ بود.